# Velaine-sous-Amance
Velaine-sous-Amance település Franciaországban, Meurthe-et-Moselle megyében. Lakosainak száma 284 fő (2022. január 1.). Velaine-sous-Amance Laître-sous-Amance, Buissoncourt, Cerville, Champenoux, Laneuvelotte és Réméréville községekkel határos.

## Népesség
A település népessége az elmúlt években az alábbi módon változott:
| Lakosok száma | 213  | 251  | 260  | 276  | 272  | 271  | 280  | 280  | 280  | 284  |
|               | 1968 | 1982 | 1990 | 2006 | 2013 | 2015 | 2017 | 2019 | 2020 | 2022 |